# Stemmatophora
Stemmatophora är ett släkte av fjärilar. Stemmatophora ingår i familjen mott.

## Dottertaxa tillStemmatophora, i alfabetisk ordning[1]
- Stemmatophora aenalis
- Stemmatophora aglossalis
- Stemmatophora albiceps
- Stemmatophora albifimbrialis
- Stemmatophora angusta
- Stemmatophora becqueti
- Stemmatophora beryllata
- Stemmatophora bicincta
- Stemmatophora bilinealis
- Stemmatophora capnosalis
- Stemmatophora carnealis
- Stemmatophora centralis
- Stemmatophora chapalis
- Stemmatophora chloe
- Stemmatophora chloralis
- Stemmatophora claquini
- Stemmatophora combustalis
- Stemmatophora costinotalis
- Stemmatophora cupricolor
- Stemmatophora depressalis
- Stemmatophora erebalis
- Stemmatophora excurvalis
- Stemmatophora flammans
- Stemmatophora flavicaput
- Stemmatophora fuliginalis
- Stemmatophora fuliginosalis
- Stemmatophora fuscibasalis
- Stemmatophora fusilinealis
- Stemmatophora gigantalis
- Stemmatophora glaucalis
- Stemmatophora hemicyclalis
- Stemmatophora herculialis
- Stemmatophora joiceyi
- Stemmatophora juanita
- Stemmatophora kaschmiribia
- Stemmatophora laticincta
- Stemmatophora minimalis
- Stemmatophora minoralis
- Stemmatophora monostoechalis
- Stemmatophora mushana
- Stemmatophora oleagina
- Stemmatophora oleoalbalis
- Stemmatophora olivalis
- Stemmatophora olivotincta
- Stemmatophora oranalis
- Stemmatophora pallidella
- Stemmatophora parallelalis
- Stemmatophora patagialis
- Stemmatophora peltastis
- Stemmatophora perrubralis
- Stemmatophora postaurantia
- Stemmatophora pseudaglossa
- Stemmatophora punctimarginalis
- Stemmatophora rectisectalis
- Stemmatophora rubicundalis
- Stemmatophora rubricostalis
- Stemmatophora sanguifusa
- Stemmatophora schwingenschussi
- Stemmatophora scotalis
- Stemmatophora subflavalis
- Stemmatophora subvalida
- Stemmatophora tsuchimensis
- Stemmatophora tyriocrossa
- Stemmatophora ugandalis
- Stemmatophora umbrosalis
- Stemmatophora valida
- Stemmatophora xanthozonalis
- Stemmatophora yuennanensis